# Alexandre Aufrédy
Alexandre Aufrédy (11?? - 1220) est un armateur rochelais du XIIIe siècle.

## Biographie
En 1196, il décide d'envoyer les sept navires de sa flotte commerciale à l'aventure vers les côtes africaines, chargés de sel et de vin. Les années passent mais ses navires ne reviennent pas.
Alexandre Aufrédy, ruiné, se voit obligé de vendre l'intégralité de ses biens, dont son hôtel particulier, pour payer ses dettes, et est réduit à la mendicité.
En 1203, il est sauvé de la misère par le retour inespéré de sa flotte commerciale qu'il croyait perdue, et dont la cargaison d'or, d'ivoire, d'épices et de bois précieux refait sa fortune.

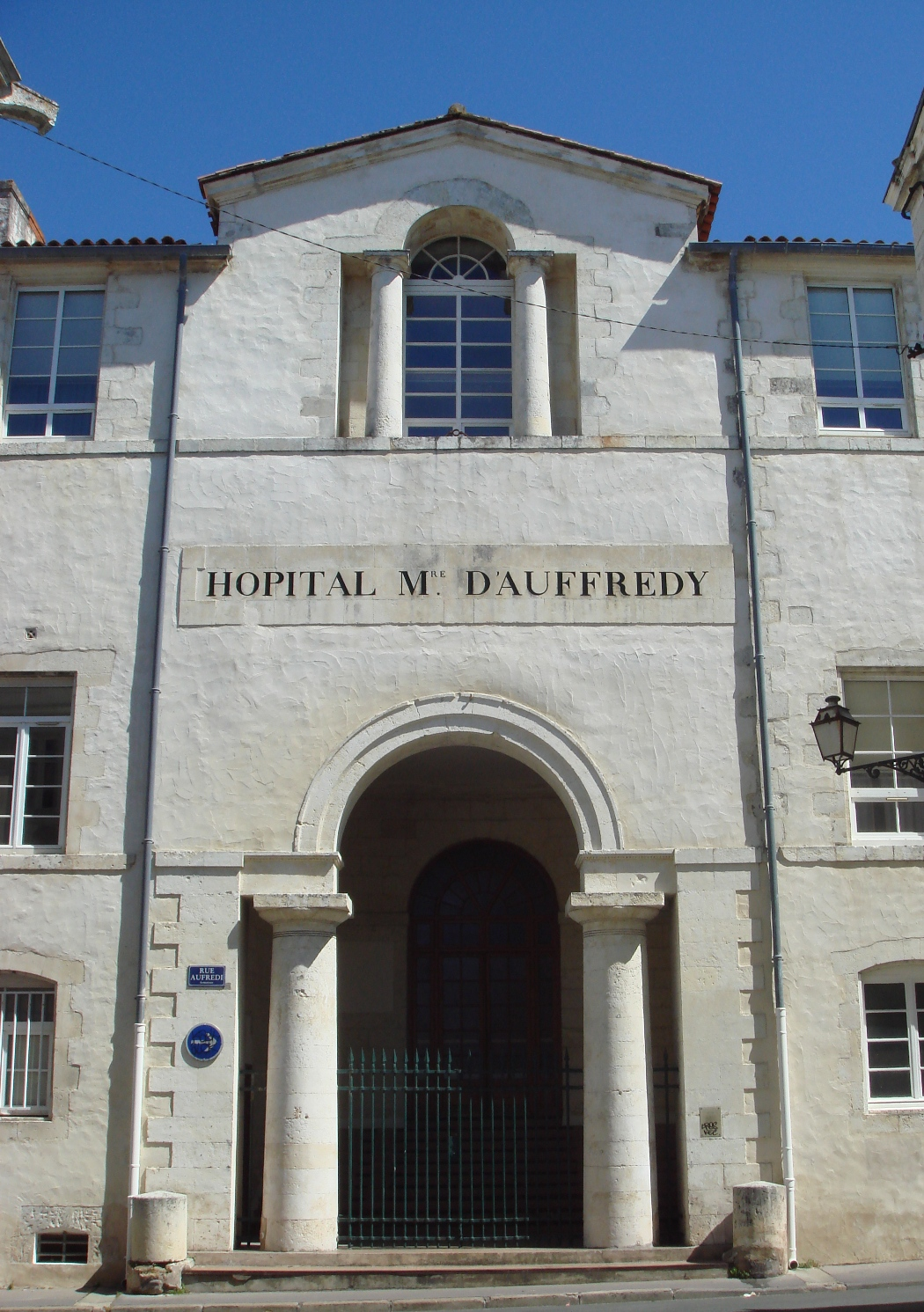
Hôpital Aufrédy, rue Aufrédy La Rochelle.

En remerciement au Ciel, il décide de consacrer sa vie et sa fortune aux pauvres, et fonde un hôpital portant son nom où, avec sa femme Pernelle, il soignera les malades jusqu'à sa mort. L'hôpital devient militaire en 1808 et prend le nom d'hospice Aufrédy en l'An III.
Les rues Saint-Barthélemy et de la Charité furent réunies et devinrent également d'Aufrédy en l'An III. Une rue proche s'appelle la rue Pernelle, du nom de sa femme qui resta avec lui alors qu'elle aurait pu rejoindre sa famille qui était une famille noble de La Rochelle.

## Postérité littéraire
Orthographié « Auffredi » par Honoré de Balzac, il est cité dans  Splendeurs et misères des courtisanes, 1847, comme un négociant exemplaire, en opposition aux financiers et banquiers dont les faillites frauduleuses nuisent à l'économie : 
« Les fortunes colossales des Jacques Cœur, des Médici, des Ango de Dieppe, des Auffredi de  La Rochelle, des  Fugger, des Tiepolo, des Corner furent jadis loyalement conquises (...); mais aujourd'hui, (...) la concurrence a si bien limité les profits, que toute fortune rapidement faite est : ou l'effet d'un hasard et d'une découverte, ou le résultat d'un vol légal. »